# Томас Лав Пікок
Томас Лав Пікок (англ. Thomas Love Peacock) (18 жовтня 1785, Веймут, Дорсетшир — 23 січня 1866, Шеппертон, Суррей, Англія) — британський прозаїк, поет і драматург, найбільш відомий романами "Кошмарне абатство" і "Замок Кротчет".
Дружба між Пікоком і Персі Бішем Шеллі не обійшлася без впливу на їхню творчість. У писемному доробку Пікока є вірші та комедії, але найбільше він відомий своїми сатиричними романами, які побудовані за незмінною формулою: його герої сидять за столом і розмовляють один з одним, даючи оповідачеві можливість висміяти філософські погляди того часу.

## Біографія

### Перший літературний твір іКошмарне абатство
Син лондонського виробника скла, який помер невдовзі після народження свого єдиного сина, Пікок здобув освіту в державній школі в Енглфілд Грін у графстві Суррей, а письменницьку кар'єру розпочав у ранньому віці після нетривалої роботи на підприємстві.
У 1804 році він дебютував у літературі збіркою "Монахи святого Марка" (англ. The Monks of St. Mark), за якою послідували ще кілька поетичних творів, що не мали великого значення: "Пальміра" (англ. Palmyra) (1806), "Геній Темзи" (англ. The Genius of the Thames) (1810) та "Філософія меланхолії" (англ. The Philosophy of Melancholy) (1812). Крім того, він написав кілька сценічних творів, які, однак, не були поставлені. Після короткого періоду роботи особистим секретарем сера Гоума Ріггса Попхема, він здійснив кілька подорожей до Уельсу. У 1812 році через книгопродавця і видавця Томаса Хукема (англ. Thomas Hookham) він познайомився з поетом Персі Бішем Шеллі, який був на сім років молодший за нього. Ця зустріч переросла у тривалу дружбу, в якій обидва мали позитивний вплив один на одного. Протягом 1813 року Пікок провів багато часу з Шеллі, супроводжуючи Шеллі та його дружину Гаррієт у їхніх подорожах.
У 1814 році з'явилася "Книга сера Рога, або Експедиція Чайльд Ланселота" (англ. Sir Horn-book, or Childe Lancelot’s Expedition), а в 1815 році він досяг свого першого успіху, опублікувавши роман "Зал стрімголов" (англ. Headlong Hall). У 1815 році Пікок жив у Марлоу, а Шеллі переїхав до Бішопсгейта, поблизу Віндзора, зі своєю новою компаньйонкою, а згодом дружиною Мері Волстонкрафт Ґодвін. Знову почалися часті візити, і Пікок мандрував з Марлоу до Бішопсгейту. На початку вересня 1815 року він організував десятиденну подорож на човні вгору по Темзі, в якій до Пікока і Шеллі приєдналися Мері і Чарльз Клермонт, брат зведеної сестри Мері, Клер Клермон. Заздалегідь Пікок переконав Шеллі на деякий час відмовитися від суто вегетаріанської дієти і їсти м'ясо, оскільки у Шеллі було слабке здоров'я.
Пікок мав благотворний, заспокійливий і впорядковуючий вплив на Шеллі і Мері. І навпаки, дружба з Шеллі та Мері також мала благотворний вплив на нього. Шеллі та Мері підтримували Пікока в його літературній діяльності. Шеллі зробив Пікока своїм агентом і діловим радником за 120 фунтів стерлінгів (£) на рік, що тепер гарантувало останньому базову фінансову безпеку. Більше того, у вересні 1816 року Шеллі призначив Пікока і лорда Байрона довіреними особами свого заповіту.
У 1817 році Пікок опублікував роман "Мелінкорт" (англ. Melincourt), дія якого відбувається в епоху Регентства, а персонаж Містер Містик нагадує письменника Томаса Тейлора, свого друга.
У березні 1817 року Шеллі переїхали до Альбіон-гаузу в Марло, в безпосередній близькості від Пікока, який відтоді проводив з ними багато часу. В атмосфері Альбіон-гаузу, з великою родиною Шеллі та розмовами між ними, Пікок написав поему "Рододафна" (англ. Rhododaphne), яка була опублікована в 1818 році, і почерпнув натхнення для свого сатиричного роману "Кошмарне абатство" (англ. Nightmare Abbey) (1818). У ньому Шеллі з'являється у формі пародії в образі персонажа Скіфропа. Роман частково заснований на розмовах і людях, які зустрічалися у Шеллі, і Пікок також подає це в комічній, пародійній формі. Пізніше Пікок з теплотою згадував це літо як найбільш товариський час, проведений з Шеллі.
У грудні Пікок увійшов до складу "комітету", що складався з нього самого, видавця Шеллі Чарльза Оллієра, Мері Шеллі, Клер Клермон і самого Шеллі, який переробив поему Шеллі "Лаон і Китна" так, щоб її можна було надрукувати без ризику юридичного або політичного переслідування. Перероблена версія з'явилася під назвою "Повстання ісламу" на початку 1818 р. Після від'їзду сім'ї Шеллі до Італії навесні 1818 р. Пікок продовжував регулярно листуватися з Шеллі, повідомляючи йому нові новини з Англії. Так, він повідомив про жорстоке придушення демонстрації під Манчестером у серпні 1819 року, про різанину в Пітерлоо. Пікок не зміг прийняти запрошення Шеллі відвідати Італію восени 1820 року, оскільки був пов'язаний справами з Англією.
У листопаді 1820 року Пікок написав статтю "Чотири віки поезії в літературній міцелярії Чарльза Оллієра", в якій сформулював критику поезії свого часу. Шеллі отримав суть статті в січні 1821 року і відреагував "святим гнівом" на "прокляття Пікока проти поезії" ("анафему проти поезії"), а в березні написав есе "Захист поезії" ("Defence of Poetry"), в якому виклав власні погляди на роль поета і поетичного мистецтва в суспільстві.
Після повернення Мері Шеллі з Італії в 1823 році, після того, як Персі Шеллі потонув у морі у Віареджо в 1822 році, Пікок допомагав Мері Шеллі в її переговорах з батьком Шеллі про фінансову підтримку.

### Робота на Британську Ост-Індійську компанію

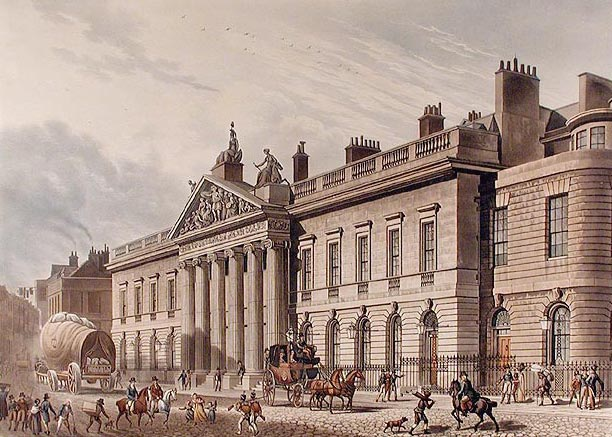
Дім Індії Британської Ост-Індійської компанії

У 1819 році він був призначений помічником екзаменатора в Індійському домі Британської Ост-Індійської компанії за посередництва свого шкільного друга Пітера Обера, секретаря Британської Ост-Індійської компанії.
У 1820 році він одружився з Джейн Гріффід, яку ніколи раніше не бачив, і мав з нею чотирьох дітей, його дочка Мері Еллен Пікок стала першою дружиною письменника і поета Джорджа Мередіта.
У наступні роки він написав ще три романи: "Служниця Маріанна" (англ. Maid Marian) (1822), пародію на середньовічні романи, такі як "Робін Гуд", "Нещастя Ельфіна" (англ. The Misfortunes of Elphin) (1829) і "Замок Кротчет" (англ. Crotchet Castle) (1831), тимчасово згорнувши свою літературну діяльність після смерті матері в 1833 році. Крім того, він також публікував статті в щоденних газетах "Вестмінстер Ревю" (англ. Westminster Review) та "Екзаменатор" (англ. The Examiner).
З іншого боку, він брав на себе дедалі важливіші завдання в Ост-Індійській компанії та успішно захищав її від нападів Джеймса Шовкового Бекінгема та ліверпульського податку на сіль. Крім того, він проводив кампанію за використання парового судноплавства в Індії і представляв Компанію в цьому питанні перед кількома комітетами Палати громад.
У 1835 році Пікок також відповідав за організацію та підготовку експедиції Френсіса Роудона Чесні на Євфрат, а в 1836 році, після смерті Джеймса Мілла, він став його наступником на посаді голови Головного екзаменатора в Індійському домі. У 1839-1840 роках, як суперінтендант Ост-Індійської компанії, він відповідав за будівництво сталевих пароплавів для плавання навколо мису Доброї Надії, які також використовувалися у Першій опіумній війні.
У 1856 році він пішов у відставку з посади головного екзаменатора Британської Ост-Індійської компанії і згодом отримав державну пенсію.

### Вплив його творів на англійську літературу
В останні десять років життя він знову присвятив себе письменництву і опублікував кілька статей у журналі Fraser's Magazine, зокрема "Спогади про Шеллі", чиїм спадкоємцем він був. Його "Спогади про Персі Біші Шеллі" з'явилися кількома частинами між 1858 і 1862 роками, і Пікок мав намір, серед іншого, виправити помилки в біографії Шеллі Томаса Джефферсона Гоґґа, яка з'явилася майже одночасно.
Журнал також опублікував його останній роман "Грілл Ґрейндж" (англ. Gryll Grange) у 1860 році, хоча він поступався його раннім творам гумором і жвавістю.
Роль Пікока в англійській літературі унікальна тим, що романів такого типу до нього не існувало, хоча Джонатан Свіфт дотримувався схожого підходу при написанні своїх "ввічливих розмов". Пікок говорив як від свого імені, так і від імені своїх персонажів, і його влучні жарти і почуття, з дивовижною точністю, витонченістю і природністю описів, відходять на другий план перед поєднанням примітивної простоти сюжету і персонажів.
З його семи романів "Кошмарне абатство" і "Замок Кротчет" є одними з найкращих творів: У той час як перший процвітає завдяки кумедності ("vis comica") ситуації, другий вирізняється найбільшою повнотою інтелектуальної сили та наймайстернішою колекцією різнобарвних персонажів.
З іншого боку, "Служниця Маріанна" (англ. Maid Marian) та "Нещастя Елґіна" (англ. The Misfortunes of Elphin) набагато менш розважальні, але все ж містять описові пасажі виняткової краси. Його роман "Мелінкур" (англ. Melincourt), навпаки, повністю провалився, особливо через те, що чудова ідея про орангутанга, який імітує людей, була непридатною як єдина основа для роману. Роман "Зал стрімголов" (англ. Headlong Hall) створив перше враження про його пізнішу майстерність, тоді як пізній твір "Ґрілл Ґрейндж" (англ. Gryll Grange) вже не виправдав його сподівань. Rhododaphne
Крім того, він здобув велике визнання завдяки своїй поезії, особливо таким творам, як "Роки тому" (англ. Years Ago), його поезія загалом характеризується точною і мелодійною мовою та інстинктом справжнього почуття. Його більш витончені вірші, за винятком "Рододафни" (англ. Rhododaphne), були менш ціннісними та витонченими за змістом і досконалістю композиції. Його вірш "Військова пісня Дінаса Вавра" (англ. The War-Song of Dinas) був процитований Вільямом Емпсоном у книзі "Сім типів двозначності" (англ. Seven Types of Ambiguity) (1930) як приклад так званого антитетичного циклу.
З іншого боку, його літературно-критичні роботи викликали найбільший інтерес, особливо відновлення втрачених класичних драм у Horae dramaticae, хоча єдиною тривалою роботою залишився дотепний розбір книги Томаса Мура "Епіскуреєць" 1827 року у "Вестмінстерському огляді". Крім того, він писав літературні сатиричні карикатури на відомих поетів-романтиків, таких як Вільям Вордсворт, Семюел Тейлор Колрідж, Джордж Гордон Байрон, Шеллі та Роберт Сауті в "Единбурзькому оглядачі".

## Твори
Пікок посідає чільне місце серед британських сатириків. Його творчість, відома переважно вузькому колу осіб, викликає розчарування не лише через свої культурні передумови, але й через відмову підкорятися наративним обмеженням, яких дотримуються класичні романісти. Його не цікавить ні розповідь історії, ні те, що відбувається з його персонажами, які є лише "образами" або алегоріями, що втілюють абстрактні якості, такі як грація або краса, дурість або ненажерливість. Його комедії багато в чому завдячують Арістофану, чиї недоліки, але також і якості, вони поділяють.
Українською автор не був перекладений жодного разу

### Романи
- Headlong Hall (1815)
- Melincourt (1817)
- Nightmare Abbey (1818)
- Maid Marian (1822)
- The Misfortunes of Elphin (1829)
- Crotchet Castle (1831)
- Gryll Grange (1861)

### Поезія
- The Monks of St. Mark (1804?)
- Palmyra and other Poems (1805)
- The Genius of the Thames: a Lyrical Poem (1810)
- The Genius of the Thames Palmyra and other Poems (1812)
- The Philosophy of Melancholy (1812)
- Sir Hornbook, or Childe Launcelot's Expedition (1813)
- Sir Proteus: a Satirical Ballad (1814)
- The Round Table, or King Arthur's Feast (1817)
- Rhododaphne: or the Thessalian Spirit (1818)
- Paper Money Lyrics (1837)

### Есеїстика
- The Four Ages of Poetry (1820)
- Recollections of Childhood: The Abbey House (1837)
- Memoirs of Shelley (1858-60)
- The Last Day of Windsor Forest (1887)
- Prospectus: Classical Education

### Драматургія
- The Three Doctors
- The Dilettanti
- Gl'Ingannati, or The Deceived